# Авињонско папство
Авињонско папство је период историје Римокатоличке цркве од 1305. до 1378, када је седиште папа било у Авињону у Француској. Седиште папа било је премештено у Авињон 1309. након пораза Бонифација VIII у сукобу с француским краљем Филипом IV.
Француски краљ Филип IV је успео да наметне избор француског кардинала Климента V за папу и пресели седиште папа у Авињон. Током тог периода папство и француски двор су сарађивали до 1342, а после је уследио јак утицај француског двора до 1378. Папа се 1378. поново преселио у Рим, али тада је дошло до поделе и започео је период Западне шизме (1378—1417).

## Позадина
Конфликт између папа и царева Светог римског царства сводио се на то ко ће бити вођа хришћанства у секуларним питањима. Успеси првих крсташких ратова допринели су престижу папе, као секуларног вође западног хришћанства, а краљеви Енглеске, Француске и цареви Светог римског царства су личили само на папине војсковође, које воде папину војску у бој против неверника. Једини изузетак је био Фридрих II, који је водио крсташки рат и након две екскомуникације.
Све папе током авињонског папства били су Французи. Та проста чињеница не треба да буде пренаглашена, јер су тада северна и јужна Француска биле потпуно културно различите. Арл је тада био независан и припадао је Светом римском царству. Тулуз је тад био полу-независан. Књижевност Лангдока тог периода се битно разликује од књижевности северних крајева Француске.

### Корупција цркве
Током боравка у Авињону папство је прихватило многе одлике краљевског двора. Животни стил кардинала постао је сличан стилу кнежева. Рођаци папе су често заузимали кључне позиције. Папство је директно контролисало постављања високих свештеника и запустило је ранији процес избора свештеника. На овај начин су осигуравани додатни извори прихода. Уведени су многи облици намета, којима је изузетно напуњена папска благајна, као на пример 10% пореза на црквену имовину, цели годишњи приход прве године новопостављеног бискупа.

### Покрети који захтевају сиромаштво цркве
Богатство и корупција цркве раширила се од врха до дна. Пошто је бискуп морао да плати цели годишњи приход да би био постављен за бискупа, он је на сличан начин тражио новац од оних, које је он постављао. Корупција се раширила од врха до дна цркве. Због тога се јављају разни покрети у цркви, који захтевају повратак изворном сиромаштву цркве. Разни покрети захтевају да се црква врати потпуном сиромаштву, да се ослободе сваког поседовања. Пошто је за цркву поседовање и мешање у световне ствари било јако битно, ти покрети се проглашавају јеретичким. То укључује фратичеле у Италији, валденежане у Немачкој, хусите у Бохемији, инспирисане Јаном Хусом и Џоном Виклифом.

### Екскомуникација филозофа и процес против темплара
Богатство цркве користе папини непријатељи, када се налазе у сукобу са папама. То је користио и француски краљ и Лудвиг IV Баварски, када су били у сукобу са папом. Папа Јован XXII је екскомуницирао двојицу водећих филозофа: Марсилија иза Падове и Вилијама Окамског. Они су били жестоки критичари папства. Склањају се код Лудвига IV Баварског у Минхену. Вилијам Окамски оптужује папу за 70 грешака и 7 јереси.
Темплари су похапшени 13. октобра 1307, а процес против темплара је био 1314. предмет концила у Вјену. Није било довољно доказа да су Темплари криви, али француски краљ Филип IV Лепи је вршио велики притисак, да би се домогао темпларског блага. Папа Клемент V и француски краљ Филип IV Лепи су седели пред кардиналима и никоме нису допустили да говори, осим кад би папа некога позвао да говори. Пре тога кардинали су изгласали да се допусти било коме, а посебно представницима темплара да кажу реч у њихову одбрану. Доласком краља Филипа IV Лепог извршен је притисак и одлука је промењена. Нико се није усудио говорити, јер је претила екскомуникација. Тада је папа изрекао осуду темплара, која је спроведена њиховим спаљивањем на ломачи и пленидбом њихове огромне имовине. Темплари су били изузетно богати због ратног плена стеченог у Светој Земљи. Касније су посуђивали новац владарима, па су само повећавали своје богатство. 

## Папство у XIV веку

### Конфликт папа и француских краљева
Почетком XIV века папство је било на врхунцу моћи. Папа Бонифације VIII (1294—1303) залагао се за универзални суверенитет папа над целим хришћанством. Конфликт са француским краљем избија око питања да ли секуларни владари имају право да опорезују свештенство. Француски краљ Филип IV Лепи је увео повећани порез на свештенство. Папа Бонифације посебном булом (уредбом) 1296. забрањује да било ко опорезује цркву сем папа. Само годину дана касније дозвољава француском краљу опорезивање, али само у случају изванредне ситуације.
После јубиларне године 1300. у Рим је дошло много ходочасника, тако да је папска благајна била јако добро напуњена. Папа се осећао довољно снажан и преценио је своје могућности. Када је француски краљ Филип IV Лепи ухапсио једнога бискупа, долази до папиног одговора. Оптужио је краља и позвао га у Рим на одговорност. Осим тога је тврдио да је бог поставио папе изнад краљева. Та тврдња изазива жесток краљев одговор, који одговара да краљ није никоме вазал. Филип IV Лепи је сазвао скупштину 1302. и оптужио је папу за содомију, симонију и јерес и позвао га да дође да одговори на оптужбе. Папа је тада припремао екскомуникацију и намеравао је да смени све француско свештенство.
Септембра 1303. Филип IV Лепи је послао Вилијама Ногарета, који је био жесток критичар папе, да предводи делегацију у Рим. Намера је била да се папа доведе, макар и силом пред француски савет, где би му било суђено по оптужбама, које је против њега изнео француски краљ. Француски и италијански војници су 1303. напали и ухапсили папу у његовом родном граду. Три дана касније становништво је ослободило папу. Папа је тада имао 86 година и био је потресен тим догађајима и умире неколико седмица касније.

### Сарадња
Смрћу папе Бонифација папство је изгубило вештог политичара. Папа Бенедикт XI (1303—1304) је био помирљивији. Папа Климент V (1304—1314) је постао следећи папа. Био је рођен у Гаскоњи, али није био повезан са француским двором. Папа Клемент V успоставља папски двор у Авињону. Почео је зависити од моћног суседа, Француске. Три принципа су карактеризирала политику папе Клемента V:
- сузбијање јеретичких покрета, као нпр. катара
- реорганизација унутрашње администрације цркве
- очување слике цркве као инструмента божје воље на земљи

Папа Клемент V је сарађивао са француским краљем у прогону темплара.
Током власти папе Јована XXII избио је сукоб са Светим римским царем Лудвигом IV Баварским. Цар је сматрао да папа нема право да поставља цара крунисањем. Лудвиг IV Баварски је сазвао племство у Немачкој да потврде његову одлуку. Марсилије иза Падове је дао објашњење и оправдање за секуларну превласт у Светом римском царству. Сукоб са царом претварао се и у скупе ратове, па је папа био принуђен да тражи заштиту француског краља.
Папа Бенедикт XII (1334—1342) је био активан у гушењу катарског покрета. Пред почетак Стогодишњег рата био је медијатор између француског и енглеског краља.

### Покоравања
Под папом Клементом VI (1342—1352) француски интереси су почели потпуно доминирати Светом столицом. Клементом VI је био надбискуп Руана и саветник француског краља пре него што је постао папа, тако да су његове везе са француским двором биле много јаче него претходних папа. Једно време је чак финансирао рат у Француској из својих извора. Био је папа током Црне смрти. Епидемија куге је харала Европом од 1347. до 1350. и верује се да је побила трећину становништва Европе.
Папа Иноћентије VI (1352—1362) је настојао да успостави мир између Француске и Енглеске током Стогодишњег рата. Енглези су били неповерљиви, јер су папа и његови кардинали били углавном Французи.
Током власти папе Урбана V (1362—1370) утицај француског двора на папство постао је много мањи. Ипак папа је направио бројне финансијске уступке француском двору.

### Шизма: Рат осам светаца
Папа Гргур XI (1370—1378) је донео одлуку да врати 1378. папско седиште у Рим. Иако је папа био рођен у Француској и под утицајем француског краља, постојао је конфликт оних за папу и против папе, па су папске земље биле у опасности. Када је папа прогласио ембарго на извоз жита 1374/75, Фиренца је организовала савез неколико градова против папе: Милано, Болоња, Перуђа, Пиза, Ђенова. Папски легат је спроводио изузетно сурову политику против тога савеза са циљем да поново успостави контролу над тим градовима. Унајмили су бретонске плаћенике.
Да би угушили побуну у Чезени побили су око 2.500 до 3.500 људи. Тај масакр у Чезени је учврстио отпор против папства. Фиренца је ушла у отворен сукоб са папама. Тај сукоб се назива рат осам светаца, јер се односи на осам фирентинских већника, који су управљали сукобом. Цели град је био екскомунициран. Трговина је била озбиљно нарушена и обе стране су биле принуђене да нађу решење.
У одлуци да се врати у Рим на папу је велики утицај извршила Катарина Сјенска, која је заговарала повратак у Рим.
Повратком папе у Рим 1378. започело је ново раздобље немира и папа и у Риму и у Авињону. То се назива Западна шизма, а завршила је тек 1417. серијом концила укључујући концил у Констанци. Главни резултат је било успостављање црквених концила, који имају већу власт од папе. Ипак то није владало дуго након 1417.

## Преглед
Односи између папа и Француске јако су се мењали током XIV века. Век је почео отвореним сукобом Филипа IV Лепог и папе Бонифација VIII. После тога уследило је раздобље сарадње од 1305. до 1342. Од 1342. до 1378. папство је под јаким утицајем француског двора. То је умањило углед папства, а било је и један од разлога за Западну шизму (1378—1417). Период западне шизме је био период где пола Европе подржава једног папу у Риму, а пола другог у Авињону. Борба за моћ ко ће бити папа, постаје бојиште за велике силе, па Енглеска подржава папу у Риму, а Француска папу у Авињону.
Период Авињонског папства називан је и „вавилонско ропство“ папа. Тако је тај период назвао Петрарка, који је жалио за одсуством папа из Италије.